# フランス・ハルス美術館
フランス・ハルス美術館(FransHals Museum)は、ハールレムにある美術館。

## 沿革
1862年にハールレムの市庁舎の近くの修道院を改修された建物に設置された美術コレクションに始まる。現在の美術館の建物は1608年に養老院として建築され、1810年から改修されて孤児院として利用された。1908年に孤児たちが新しい建物に移されて、ハールレム市は美術コレクションを保管する場所として購入し、1913年に美術館が開館した。

## コレクション
主にフランス・ハルスの作品を所蔵しているが、その他にも15世紀-17世紀にオランダで活躍した画家たちの絵画が展示されている。

### 主なコレクション

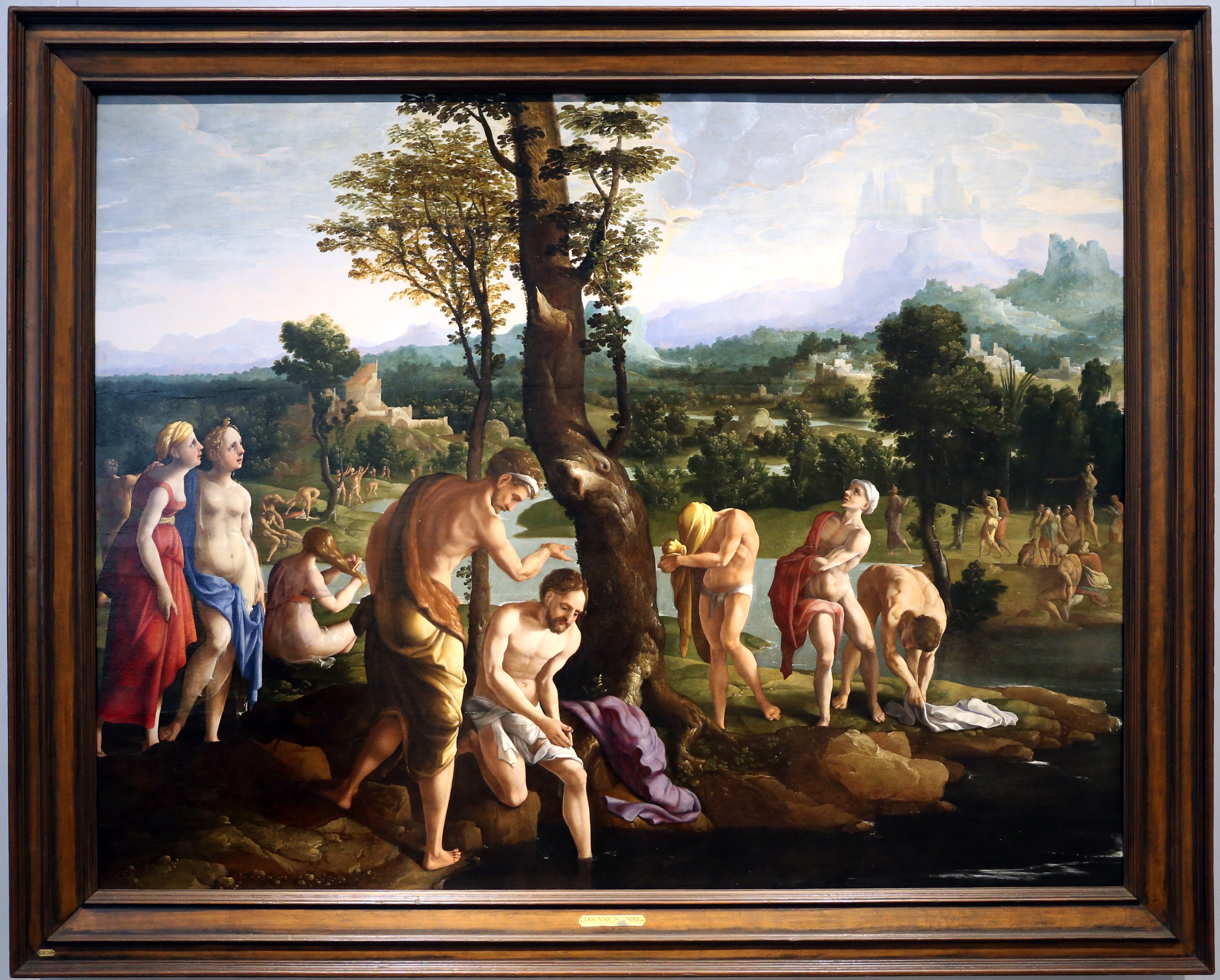
De doop van Christus in de Jordaan ヤン・ファン・スコーレル,(c.1530)
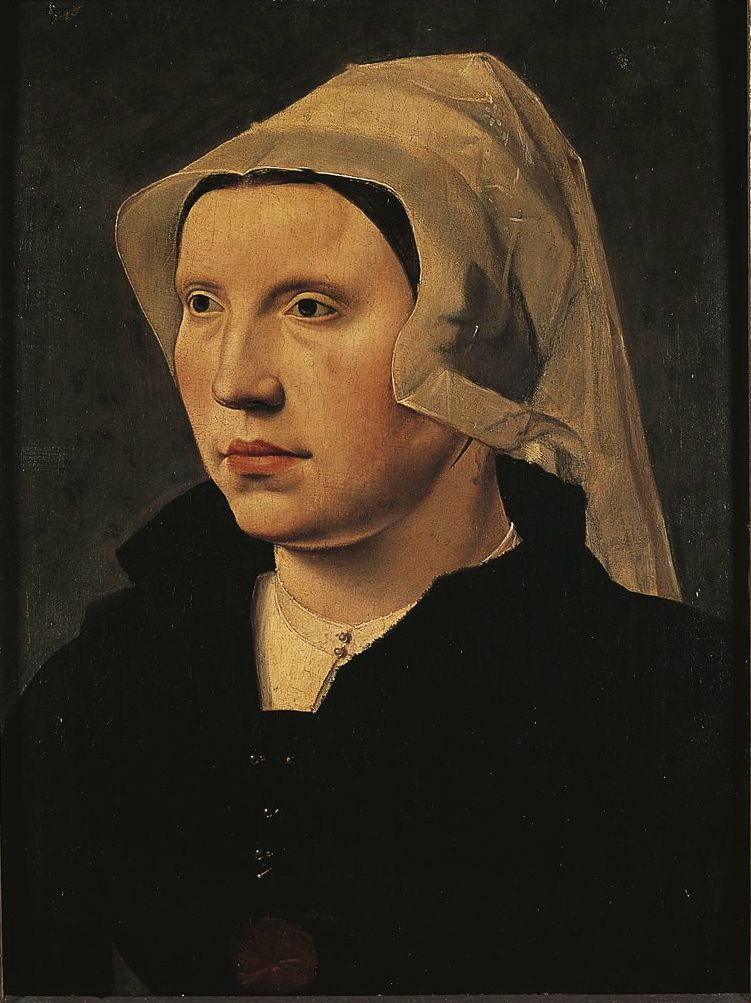
Portret van een onbekende vrouw 作者不詳, (1543)
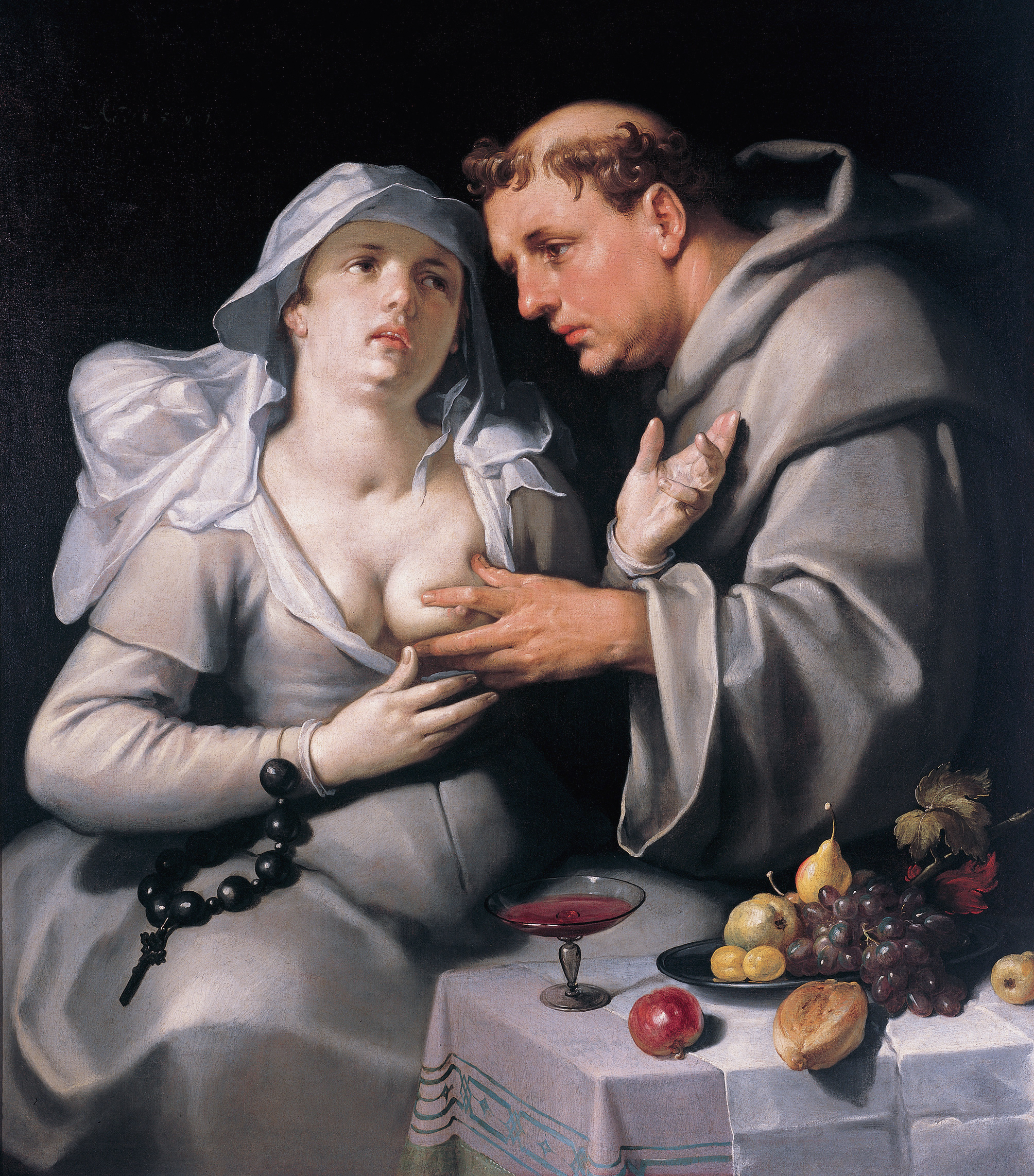
Een monnik en een begijn コルネリス・ファン・ハールレム, 1590
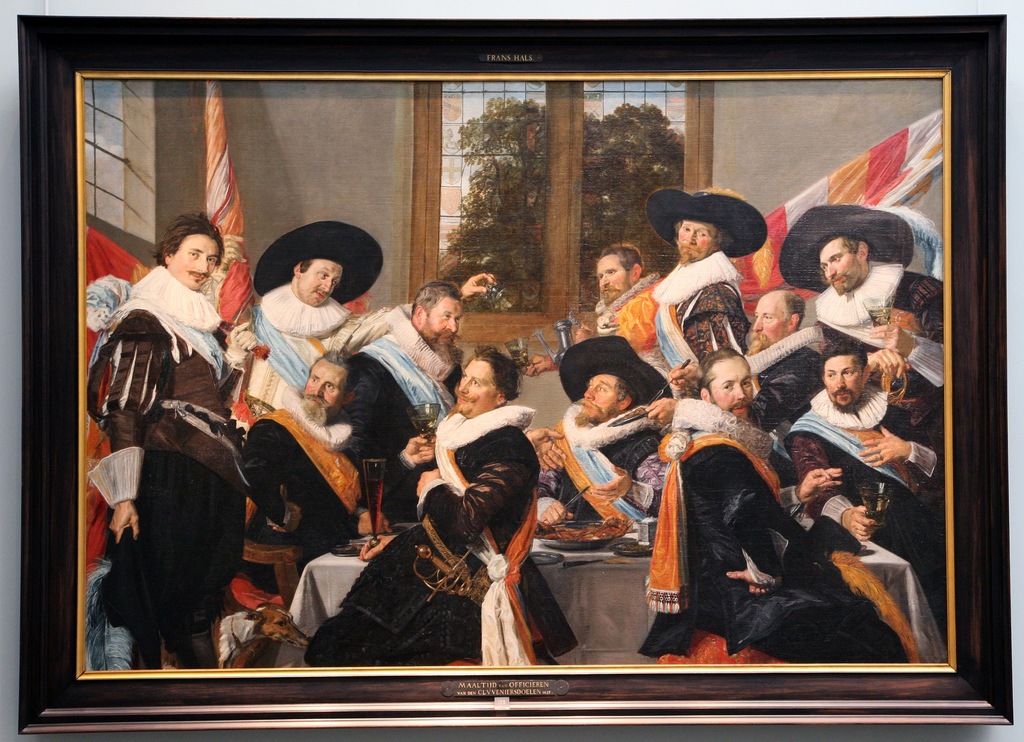
『ハールレムの市民警備隊士官の宴会』 フランス・ハルス, 1627年
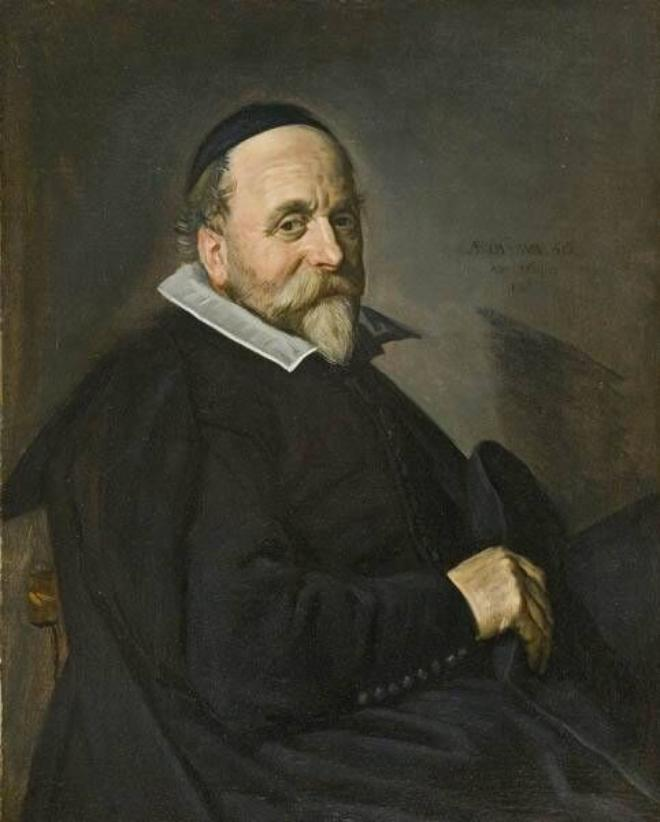
Portret van (mogelijk) Willem van Warmondt フランス・ハルス, 1640
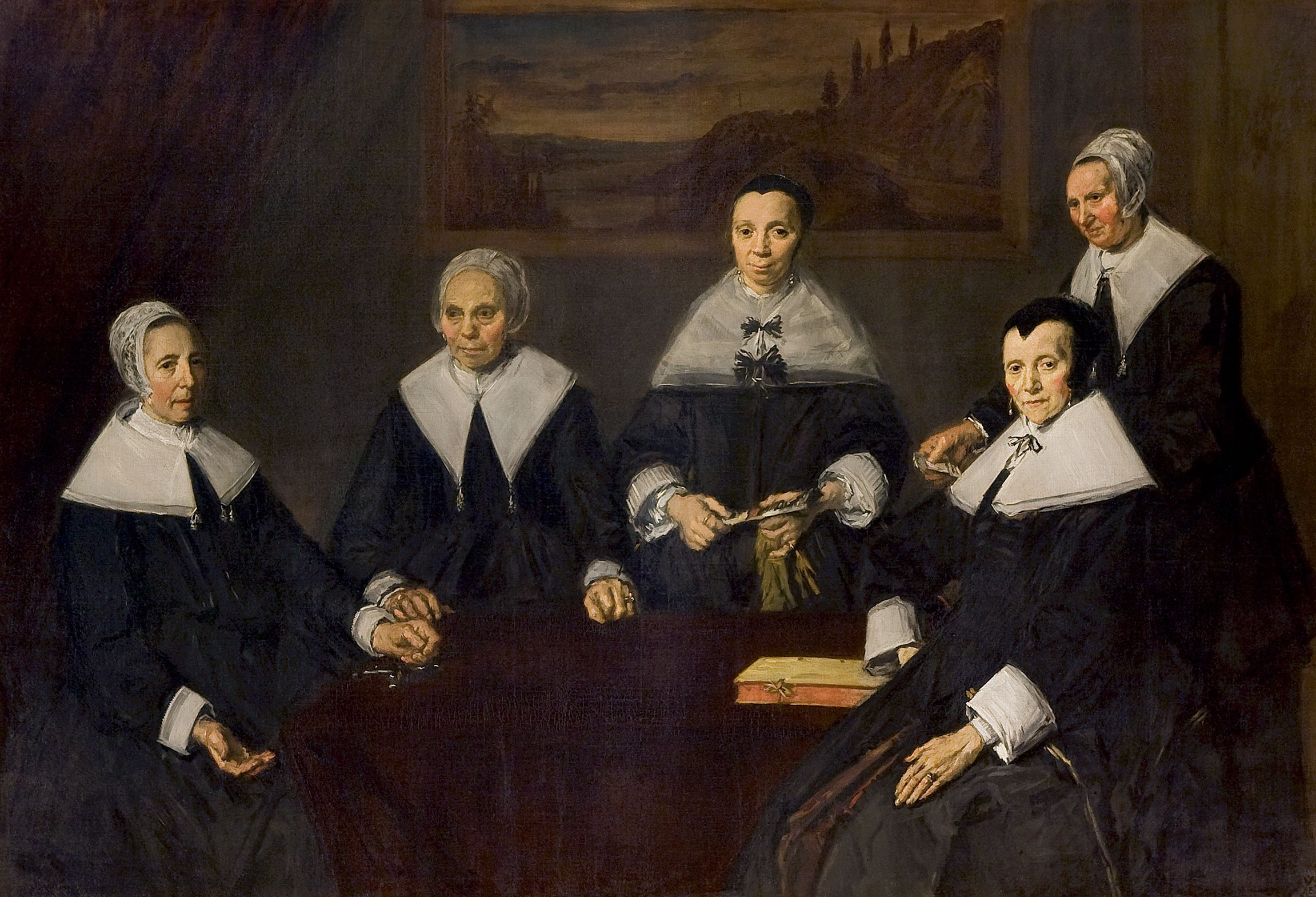
『養老院の女性理事たち』 フランス・ハルス, 1664年頃
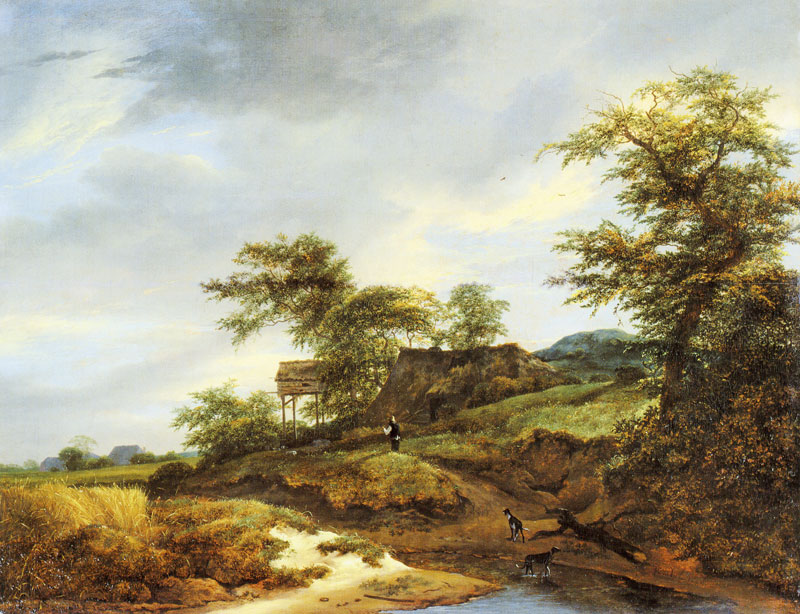
Weg in de duinen ヤーコプ・ファン・ロイスダール, 1648
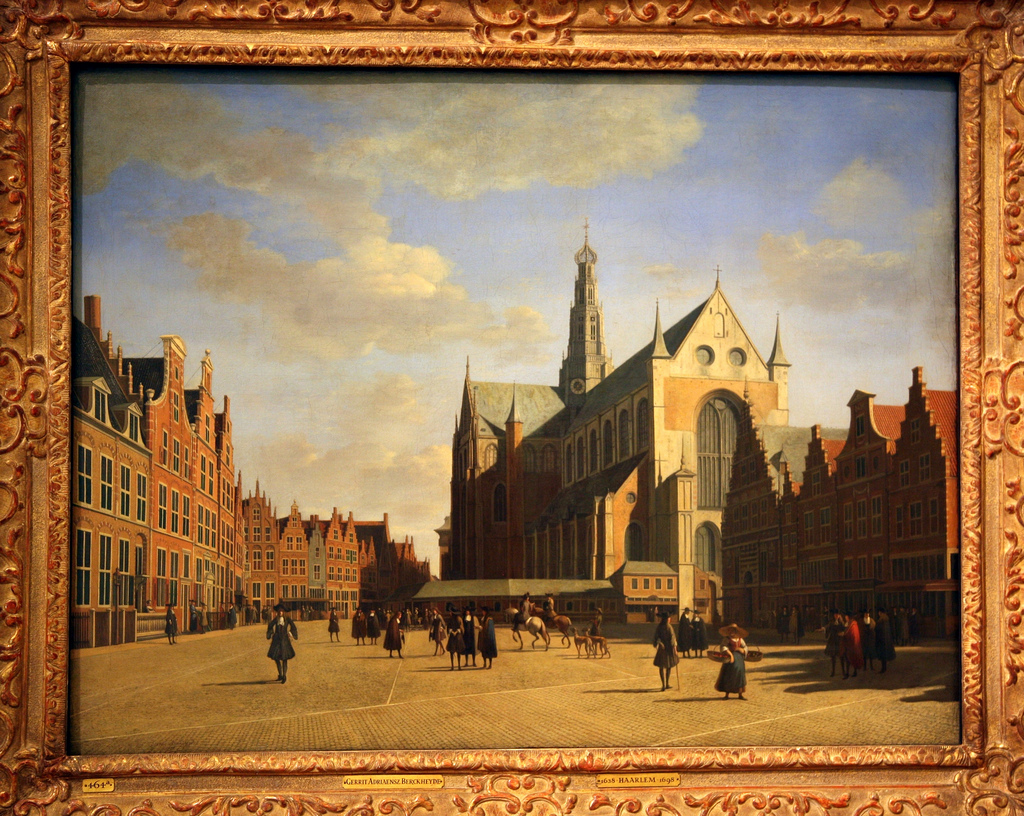
De Grote Markt (Haarlem) ヘリット・ベルクヘイデ, 1693
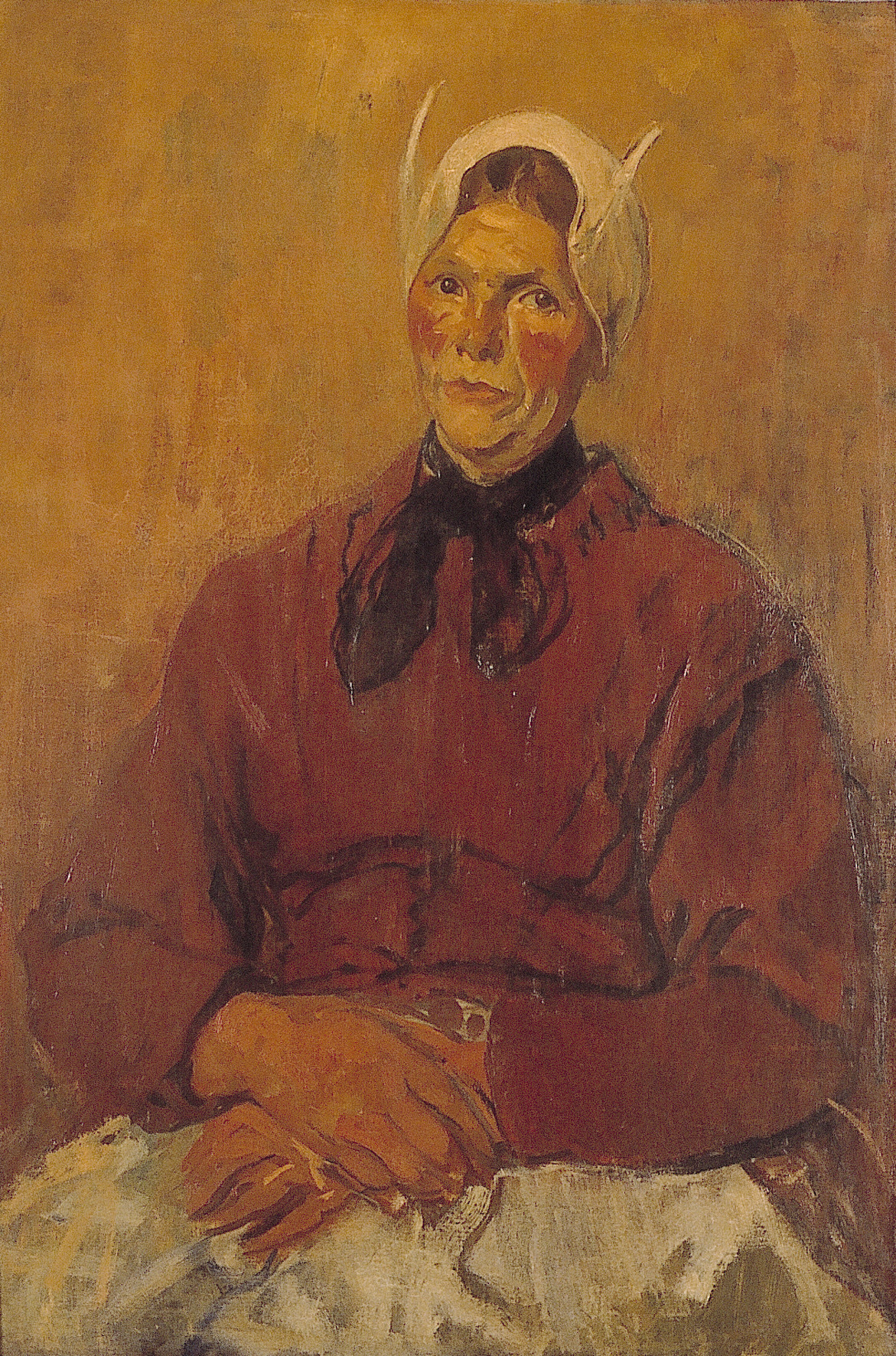
Portret van een wasvrouw uit Soest ヤコブス・ファン・ローイ, 1905
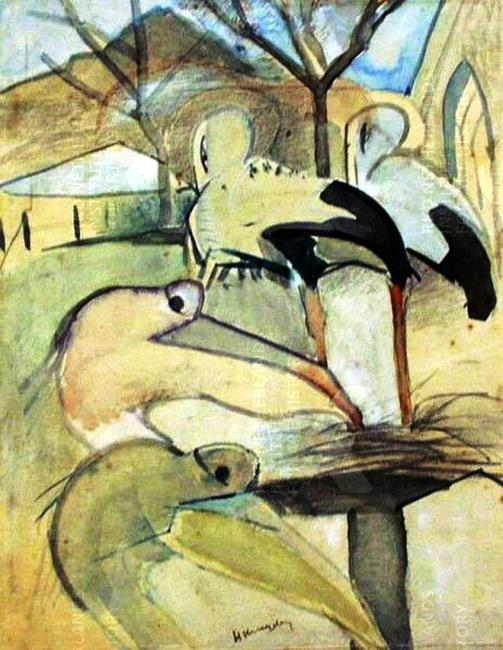
「ペリカン」 ヘルマン・クライデル, (c.1920)